# 荏原実業
荏原実業株式会社（えばらじつぎょう）は、環境関連・医療関連製品の製造販売、環境関連施設の設計施工のエンジニアリング等を行う東証プライム上場の機械メーカー。
本社は東京都中央区銀座。

## 概要
環境関連や医療関連の機器の製造販売の他、水道・汚水処理施設等の環境関連施設の設計施工事業、荏原製作所をはじめとするポンプ、空調設備等の産業機械メーカーの代理店事業を行っている。
自社の製造工場は持たず、環境関連・医療関連機器については、研究開発に特化している。研究開発施設は、「中央研究所」（神奈川県川崎市）、「環境計測技術センター」（同）、「かずさ生産技術センター」（千葉県木更津市）、「埼玉研究所」（埼玉県久喜市）、「長岡商品開発室」（新潟県長岡市）の5か所である。実際の製造や施工については、協力会社約70社に委託している。
2014年12月期の連結売上高は、環境関連70億32百万円、水処理関連124億60百万円、風水力冷熱機器等関連104億46百万円となっている。
創業以来、荏原製作所の有力取引先であるものの、現在では資本関係は希薄である。

## 沿革
- 1946年（昭和21年）11月 - 風水力機械等の販売を目的として、東京都京橋区（現・中央区）において、資本金19万円をもって荏原工業株式会社の商号で設立。
- 1950年（昭和25年）7月 - 荏原製作所と風水力機械の販売に関し代理店契約を締結。
- 1952年（昭和27年）6月 - 荏原実業株式会社に商号変更。
- 1998年（平成10年）11月 - ジャスダックに上場。
- 2001年（平成13年）2月 - ジャスダックより廃止、東京証券取引所第2部に上場。
- 2004年（平成16年）3月 - 東京証券取引所第1部に指定替え。
- 2014年（平成26年）
  - 7月 - 千葉県木更津市に「かずさ生産技術センター」を竣工。
  - 10月 - 連結子会社であったトリニタス株式会社を吸収合併。連結子会社であったイージェイ株式会社の株式をドイツ企業に譲渡。
- 2016年（平成28年）3月 - 監査等委員会設置会社へ移行。
- 2022年（令和4年）4月 - 東京証券取引所市場区分の再編に伴い、プライム市場に移行。

## 事業所
- 本社及び東京支社は、東京都中央区銀座の「荏原実業ビル」及び「荏原実業第二ビル」に入居。
- 北海道、岩手県、宮城県、群馬県、茨城県、千葉県、埼玉県、神奈川県、山梨県、静岡県、愛知県、大阪府、広島県、福岡県の道府県に事業所を有する。

## 関係会社

### 連結子会社
- 株式会社エバジツ（東京都大田区）